# Krukaspositiesensor

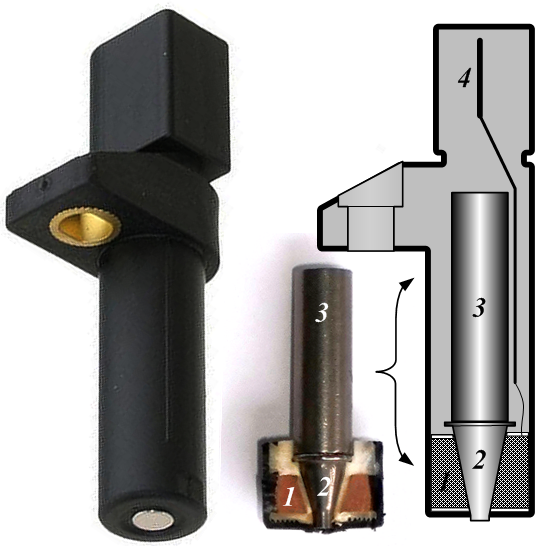
Een krukaspositiesensor, met 1) de spoel 2) zacht metaal 3) magneet 4) de elektronische connector.

Een krukaspositiesensor of krukassensor is een elektronisch onderdeel in een verbrandingsmotor, in zowel benzine- als dieselmotoren, die de rotatiesnelheid van de krukas waarneemt. De informatie van deze sensor wordt verzonden naar de ECU waarna deze de brandstofinjectie en ontstekingsmoment, alsmede andere variabelen kan bepalen. De krukaspositiesensor weergeeft aan de bestuurder hoeveel omwentelingen de krukas maakt op de toerenteller in het dashboard. Voordat de elektronische krukaspositiesensor zijn intrede deed moest men de stroomverdeler handmatig verstellen.
De informatie van de krukaspositiesensor wordt vaak gekoppeld aan die van de nokkenaspositiesensor om de positie van de zuigers en kleppen te monitoren. In moderne verbrandingsmotoren is deze sensor, tezamen met de nokkenaspositiesensor, van essentieel belang. De momenten waarop brandstofinjectie en ontsteking plaatsvinden worden bepaald door beide sensoren. De referentiepositie voor de krukaspositiesensor is het bovenste dode punt van de eerste cilinder in de ontstekingsvolgorde. Als de sensor zijn functie verliest start de motor ook vaak niet of slecht, omdat de momenten waarop brandstof en ontsteking moeten plaatsvinden niet meer worden gesignaleerd. Een falende sensor kan de motor onregelmatig (stationair) doen laten lopen, ontsteking en brandstofinjectie staken en de motor doen laten afslaan.
Autofabrikanten plaatsen de krukaspositiesensor gebruikelijk in of nabij de krukaspoelie, bij het vliegwiel, de nokkenas of de krukas zelf om het aantal omwentelingen en de positie te meten.

## Soorten sensoren
De krukaspositiesensor wordt door verscheidende fabrikanten anders ontworpen. Zo bestaan inductieve nabijheidssensoren en hallsensoren.